# Emilia Müller
Emilia Franziska Müller, née le 28 septembre 1951 à Schwandorf, est une femme politique allemande membre de l'Union chrétienne-sociale en Bavière (CSU).
Elle est ministre du Travail de Bavière de 2013 à 2018.

## Biographie

### Jeunesse
Elle étudie à l'école de chimie « Dr. Elhardt » de Munich entre 1968 et 1971. Elle intègre l'Institut Max-Planck de chimie cellulaire en 1972 et obtient l'année d'après un diplôme de chimiste. Elle commence alors à travailler, à l'Institut de biochimie de l'université de Ratisbonne. Elle suspend sa vie professionnelle dès 1975 pour élever ses enfants.

### Débuts et ascension en politique
En 1984, elle passe avec succès un diplôme en sociologie puis elle adhère à la Frauen Union (FU), l'organisation des femmes de la CDU/CSU. Elle reprend à travailler en 1988 au sein de l'Institut de biochimie, microbiologie et génétique de l'université de Ratisbonne. Elle s'inscrit un an plus tard à la CSU.
Élue au conseil municipal de Bruck in der Oberpfalz en 1990, elle devient trois ans après présidente de la section de la FU dans l'arrondissement de Schwandorf. En 1995, elle prend la même fonction mais dans le district du Haut-Palatinat et celle de vice-présidente du parti dans l'arrondissement. À la suite des élections locales de 1996, elle entre à l'assemblée d'arrondissement.

### Députée européenne
En 1997, elle change d'emploi et rejoint les équipes de l'Institut de physiologie de l'université. Elle remet sa démission deux ans plus tard. En effet lors des élections européennes du 13 juin 1999, elle fait partie des dix députés européens élus de l'Union chrétienne-sociale. Elle siège alors au sein du groupe du Parti populaire européen (PPE).

### Ministre puis députée
Elle renonce à son mandat en octobre 2003 pour devenir secrétaire d'État du ministère de l'Environnement, de la Santé et de la Protection des consommateurs de Bavière. Elle démissionne l'année d'après de son mandat d'élue municipale. Le 29 novembre 2005, Emilia Müller est nommée à 54 ans ministre des Affaires fédérales et européennes du quatrième cabinet majoritaire du ministre-président chrétien-démocrate Edmund Stoiber.
En juillet 2005, elle est choisie pour occuper la présidence de la Frauen Union de Bavière (FU Bayern). Après que Stoiber a cédé le pouvoir à son bras droit Günther Beckstein, elle est désignée ministre de l'Économie, des Infrastructures, des Transports et de la Technologie le 16 octobre 2007 en remplacement d'Erwin Huber, qui préside désormais la CSU.
Portée à la direction de la fédération du parti dans le Haut-Palatinat en 2008, elle est de nouveau nommée le 30 octobre ministre des Affaires fédérales et européennes dans le premier gouvernement de coalition noire-jaune du chrétien-démocrate Horst Seehofer. L'année suivante, elle quitte la présidence de la FU Bayern.
À l'occasion des élections législatives régionales du 15 septembre 2013, elle est élue députée au Landtag de Bavière, après avoir échoué en 2008, au scrutin de liste en Haut-Palatinat. Avec la formation du second gouvernement majoritaire de Seehofer le 10 octobre, elle devient ministre du Travail, des Affaires sociales, de la Famille et de l'Intégration.